# Dorcadion lamiae
Dorcadion lamiae là một loài bọ cánh cứng trong họ Cerambycidae.